# مارتن وايت
مارتن وايت (بالإنجليزية: Martin White)‏ هو شخصية أعمال وسياسي بريطاني (وحمل سابقاً جنسية المملكة المتحدة لبريطانيا العظمى وأيرلندا)، ولد في 1858، وتوفي في 7 يوليو 1928. حزبياً، نشط في الحزب الليبرالي. في الانتخابات العمومية البريطانية 1895 ‏، انتخب عضو برلمان المملكة المتحدة الـ26 عن دائرة Forfarshire (UK Parliament constituency) ‏ (13 يوليو 1895 – 20 نوفمبر 1896).